# 청동은입인동문향로
청동은입인동문향로(靑銅銀入忍冬文香爐)는 대한민국 전북특별자치도 익산시에 있는 향로이다. 1974년 9월 27일 전라북도의 유형문화재 제67호로 지정되었다.

## 개요
향로란 절에서 마음의 때를 씻어준다는 의미를 가진 향을 피우는데 사용하는 도구를 말한다.
이 향로의 전체 높이는 110cm이고 몸체 높이 80cm, 뚜껑 높이 30cm, 다리 높이 25cm이다. 조선시대에 만들어진 것으로 추정되며, 뚜껑 중앙부에 사자가 웅크리고 앉은 모양을 만들어 붙였다. 이 사자상이 꼭지 겸 손잡이이며, 옆구리에도 사자 머리 모양의 손잡이를 만들어 붙였다. 표면에는 덩굴 무늬와 모란꽃 무늬를 은상감 하였으며, 그 원형이 잘 보존되어 있다.

## 참고 자료
- 청동은입인동문향로 - 국가유산청 국가유산포털